# Далия Линли-Чиверс
Когда-нибудь появится сборник рассказов про Далию. Я люблю Далию.Шарлин Харрис
Далия (англ. Dahlia [dɑ:lɪə]) — литературный персонаж из «Вампирских тайн», серии книг о Суки Стакхаус пера Шарлин Харрис. 
Однако, на одной странице с Суки Далия появляется только в романе «Сплошь мертвецы».
Далия — главная героиня растущего числа не относящихся к Суки рассказов и компьютерной игры, действие которых всё же происходит в той же вымышленной вселенной.
Она — вампирша и живёт в Родосе, штат Айова.
В рассказе «Бекон» говорится, что её настоящее имя было слишком трудным для написания и произнесения в XX веке, поэтому около 1925 года она для собственного удобства изменила его на имя Далия.
В 1940, во время Лондонского блица, Далия взяла себе фамилию, чтобы получить документы. С тех пор её полное имя — Далия Линли-Чиверс (англ. Dahlia Lynley-Chivers).
В рассказе «Подземелье Далии» она говорит людям, что она "наверное" была вампиром уже девятьсот лет, при этом регулярно повторяется, что она очень старая и даже древняя. 
Далия... чрезвычайно старый вампир. Она носила множество личин.Шарлин Харрис
Читателям даются и другие намёки на действительный возраст Далии. Например, она считает своё знание некоторых "мёртвых" языков очень полезным. В том же рассказе говорится, что её подруга Талия — также родом из Греции — настолько древняя, что "раз или два" встречалась с Одиссеем.

## Человеческая жизнь
Далия — гречанка. Это практически всё, что нам о ней известно.
Когда она была девочкой, у них с братом был один на двоих учитель, но обучение прекратилось, когда было решено, что девушке более глубокое образование ни к чему.
Она стала вампиром в возрасте восемнадцати лет.

## Описание внешности
Далия миниатюрна и красива. Автор говорит словами Суки, что у вампирши "самая прямая спина и самые длинные волнистые волосы", которые девушка когда-либо видела («Сплошь мертвецы»).
У Далии большие зелёные глаза, а лицо описывается как круглое или круглое с острым подбородком. Далия на самом деле крошечная: её рост всего 4 фута 9 дюймов («Рождество по-вампирски»). Она носит "шпильки" при любой возможности и очень тщательно подбирает одежду.
У неё есть редкий дар летать — совсем как у её "сестры по гнезду" Гленды или мужа Суки по вампирскому обычаю Эрика Нортмана, шерифа одной из "вотчин" в штате Луизиана.

## Черты характера
Суки показалось, что Далия очень "прямолинейна в своих суждениях". Она так же упоминает, что Далия держалась очень "царственно" в обществе Софи-Энн Леклерк, вампирской королевы Луизианы.  
Далия исключительно уверена в собственных силах, уме и способности нанести смертельный удар. Обычно она очень собрана, а в её характере — жестокость и мстительность. Далию редко можно увидеть с улыбкой на лице (как правило, перед доброй битвой), но у неё есть мрачное чувство юмора. Сразу же после смерти мужа у Далии были трудности с контролем настроений.

## Личные взаимоотношения
В «Спутнике Суки Стакхаус» говорится, что Далия "любит мужчин и высокие каблуки". 
Читатели постоянно видят Далию вовлечённой в романтические взаимоотношения или ищущей их. Несмотря на своё ярко выраженное отвращение ко всему невампирскому, она с одинаковой готовностью замечает силу, смелость и физическую красоту в мужских особях любого вида: вампирах, людях и оборотнях.
В рассказе «Безвкусица» Далия знакомится со своим будущим мужем Тоддом — 
оборотнем, лейтенантом стаи Быстроногов (Свифтфут — англ. Swift-Foot). После около двух лет счастливой совместной жизни Тодда убивают, а Далия мстит за него.
В рассказе «Рождество по-вампирски» читатели узнают, что она встречается с вампиром Мацудо Катамори (англ. Matsudo Katamori).
У Далии есть лучшая подруга — вампирша Таффи, замужем за Доном Свифтфутом (англ. Don Swiftfoot), вожаком стаи оборотней. Упоминается, что Таффи и Далия дружат уже около двух столетий, и у них много общих воспоминаний. 
На свадьбе Таффи и Дона Далия выступает в роли подружки невесты, а заодно и ответственной за безопасность со стороны вампиров.
После взаимного спасения жизней друг друга Далия становится в некотором роде другом пожарных из тридцать четвёртой бригады.

## Положение в вампирской иерархии
В рассказах не упоминается род её занятий, но Далия говорит своему будущему мужу Тодду, что выполняет поручения лидера своего "гнезда" и делает вклады в его состояние. 
Лидер "гнезда" — он же вампирский шериф Родоса — Седрик Диминг (англ. Cedric Deeming). Ко времени первой встречи читателей с Далией она уже провела под его руководством 20 лет и выступала в роли ответственного за безопасность.
Далия достаточно уважаема в вампирском сообществе, чтобы быть приглашённой в число судей во время саммита в Родосе (одновременно с ней заседание вели Билл Комптон и неустановленный вампир со светлыми волосами). 
После взрывов в гостинице Pyramid of Gizeh Далия со своей подругой Таффи назначены Седриком провести расследование.
В игре «Смертельная жажда света» Далия снова выступает в роли следователя. Позже, в рассказе «Смерть от рук Далии», она вместе с бывшим полицейским Мацудо Катамори назначены новым шерифом Хоакином вести ещё одно расследование.

## Хронология Далии
1. Безвкусица
Начинается за две недели до свадьбы Таффи, а заканчивается почти год спустя свадьбой Далии и Тодда.
2. Бекон
Происходит примерно через год после «Безвкусицы», начинается примерно через полмесяца после смерти Тодда.
3. Сплошь мертвецы, глава 16
24 сентября 2005 года (согласно хронологии вселенной Суки Стакхаус[9]). Далия принимает участие в заседании вампирского суда в качестве одного из судей.
4. Подземелье Далии
Начинается 25 сентября 2005 года (согласно хронологии вселенной Суки Стакхаус), после заката.
5. Смертельная жажда света (компьютерная игра)
Седрик — всё ещё шериф Родоса, штат Айова.
6. Смерть от рук Далии
Вводит нового вампирского шерифа Родоса и нового любовника Далии. Происходит через шесть лет после Откровения вампиров, так что его можно датировать 2008 годом (согласно хронологии вселенной Суки Стакхаус). Это вступает в резкое противоречие с датированием следующего, казалось бы, рождественского рассказа.

Просто я никогда и не думала попытаться увязать рассказы о Далии с хронологией книг о Суки.
Прошу прощения за то, что указала противоречащие даты, но не сомневаюсь в том, что могла так сделать.
Далия не стареет и не меняется, так что рассказы, по-моему, могут отстоять на год-два.Шарлин Харрис
7.   Рождество по-вампирски
Происходит примерно 17 декабря 2006 года (говорится, что прошёл примерно год с событий «Подземелья Далии»). Кроме прочего в рассказе описываются введённые новым шерифом правила.

## Компьютерная играDying For Daylight
Шарлин Харрис... вонзила клыки в поле казуальных игр.Мерлина МакГоверн
Описание игры
Игра «Смертельная жажда света» (англ. Dying for Daylight) была создана Nikitova Games под руководством знаменитого разработчика игр Джейн Дженсен. Выпущена 11 февраля 2011 года компанией I-play.
Сама Шарлин Харрис влияла на создание облика Далии и "выбрала историю", которую использовали I-play. Заглавная песня „Young Goodman“ была написана Робертом Хоумсом (англ. Robert Holmes) и исполнена его группой „The Scarlet Furies“. Тони Лимер, вице-президент I-play по маркетингу сказал в интервью, что игра "в гораздо большей степени приключение, чем поиск скрытых объектов".
Первая, уже выпущенная часть компьютерного квеста Далии состоит из четырёх последовательных эпизодов. Во второй части игры должны быть ещё четыре эпизода, и, по словам господина Лимера, тайна будет раскрыта в самом последнем из них.
Думаю, что из Далии получается такой отличный персонаж, потому что она всегда готова к действию, хорошо развита физически, и на неё приятно смотреть... Она никогда не колеблется, действуя мгновенно, а мне кажется, что это очень хорошее качество для протагониста в видео-игре.Шарлин Харрис
Сюжет
В дневное время, на публике был замечен вампир. Далия получает от своего шерифа Седрика Диминга специальное поручение найти легендарное зелье, которое позволяет вампирам выходить на дневной свет, не сгорая до тла. Далия и сама заинтересована в раскрытии тайны, потому что эта древняя модница мечтает ходить днём за покупками в Тиффани. Для того, чтобы выполнить поручение, Далии приходится отправиться в Вампирский квартал в Новом Орлеане и расследовать загадочные события, произошедшие там. Оказывается, что разворачиваются адские страсти, и многие вампиры претерпели "окончательную смерть".